# Spinning
Spinning (eller indendørs cykling) er en form for konditionstræning, hvor man i hold eller enkeltvis træner på specialbyggede kondicykler. Træningen foregår som regel i motionscentre. Holdet bliver trænet igennem et planlagt forløb, som styres af en instruktør og man cykler i takt til musik.

## Varemærkebeskyttelse
Ordet ”spinning” er et varemærke registreret til Mad Dogg Athletic Inc., ifølge hvis mening det kun må bruges, når der er tale om en bestemt type cykler. Ønsker man at honorere dette krav kan man i stedet bruge begrebet indendørs cykling.
Ordet kan imidlertid med god ret siges at være blevet så almindeligt udbredt, at det er blevet en almindelig betegnelse, og det optræder også som sådan i bl.a. Den Danske Ordbog og Den Store Danske.

## Træningsforløb
En typisk spinningtime foregår ved at en instruktør sidder foran et hold og leder deltagerne igennem forskellige former for øvelser, som er planlagt på forhånd. De forskellige øvelser er udarbejdet så de simulerer forskellige former for terrænkørsler og situationer som man kender fra rigtig cykelløb. F.eks. bjergkørsel, sprint og intervaltræning. Instruktøren bruger musik og positive verbale tilkendegivelser for at få hver enkelt deltager til arbejde hårdere.
Der udbydes typisk spinning timer på flere forskellige niveauer. Disse hold kan have mange forskellige betegnelser, men dækker typisk over begyndere, almindelig og øvede. Sørg for at starte med en begynder time, da man her lærer en masse om cyklens funktion, korrekt kørestilling og forskellige basis intervaller.
Den korrekte position på cyklen er albuerne langs kroppen (de må ikke stikke ud til siderne), let bøjede arme, da man ellers har tendens til at hænge i armene i stedet for at overføre kraften til at pedalerne. Albuerne er foran skulderen og bagdelen er tilbage over sadlen når man er stående på spinningcyklen. Altså armene frem og bagdelen tilbage så man ikke kommer til at holde kropsvægten i armene i stedet for med benene.

## Udstyr
Spinningcyklen er en specialbygget stationær cykel, som har et tungt forhjul. På hjulet sidder en bremseklods som styrer modstand vha. en reguleringsmekanisme. Modstanden reguleres individuelt ud fra ens styrke og kondition. Endvidere er der et specialudformet styr og lang række forskellige indstillingsmuligheder, så cyklen kan indstilles til folk af forskellige højde og drøjde.
Det er en let tilgængelig sport, som ikke kræver ret meget udstyr. Man skal dog som minimum have et par spinningsko, som enten kan købes eller lejes i pågældende fitnesscenter (typisk omkring 10-20 kr). Har du selv sko, så undersøg på forhånd, hvilket kliksystem der bruges. Nogle steder kan man dog benytte almindelige gummisko.
Påklædningen er uden den store betydning, men korte bukser eller 3/4 bukser er klart at foretrække for at undgå, at buksebenene sidder fast i pedalerne. På sigt bruger de fleste cykelbukser med indlæg (købes i sportsforretninger eller hos cykelforhandleren) for at undgå gnidningssår/ømhed. Og har man cykelbukser, så bruges der ikke undertøj under.
Det kan endvidere anbefales at benytte et pulsur eller et pulsbælte for at få større udbytte af træningen. Pulsuret giver en god indikation af hvor meget du yder på et givet tidspunkt, og kan dermed være en meget motiverende faktor undervejs i træningen.

### Spinningsko
Skoene skal sidde fast på pedalerne, og dette gøres ved hjælp af et kliksystem hvor der sidder en klampe på hver sko, som sættes i spænd på pedalen. Det er derefter muligt både at skubbe og trække i pedalerne for at udnytte hele benets styrke.
Der findes et antal forskellige systemer, men mest udbredt i Danmark er Look-systemet. Look-klamper findes i en sort og en rød udgave. Den sorte benyttes hvis man ønsker foden fastlåst i præcis samme position under hele cyklingen. De røde derimod kan bevæge sig horisontalt, så hælen flytter sig fra side til side, og kan dermed aflaste knæet under kørslen.

## Øvrige oplysninger
Det anbefales at deltagerne medbringer rigeligt med vand til en spinningtime for at undgå at blive dehydreret. Spinning kræver meget energi og man kommer til at svede meget, medbring derfor også et håndklæde til timen. Forsøg at indtage ekstra vand ind man deltager på timen således det er nemmere at holde væskebalancen iorden under timen og dermed ingen hovedpine efter til timen.

## Skader/gener
Spinning er en effektiv træningsform for hele kroppen med fokus på ryg, mave og ben. Spinning er skånsomt overfor knæene, da de ikke udsættes for stød.
Der kan dog forekomme forskellige gener/skader ved spinning, såsom ømhed i skridtet, eller ondt i lænden, knæene eller hovedet.

## Fodnoter
1. ↑  "Answers to the questions spinning in your head". Arkiveret fra originalen 21. januar 2010. Hentet 13. januar 2010.
2. ↑  "Kan "Spinning" fortsat beskyttes som varemærke i Danmark?". Arkiveret fra originalen 26. april 2011. Hentet 20. marts 2011.
3. ↑  Den Danske Ordbog
4. ↑  Den Store Danske (Webside ikke længere tilgængelig)